# Wilhelm Piec
Wilhelm Jerzy Piec, nascut Wilhelm Pietz, (Świętochłowice, 2 de novembre de 1915 - Świętochłowice, 4 d'abril de 1954) fou un futbolista polonès de les dècades de 1930 i 1940.
La seva carrera pel que fa a clubs, transcorregué entre el Naprzód Lipiny i l'AKS Chorzów. Fou internacional amb la selecció de Polònia, amb la qual disputà el Mundial de 1938.
El seu germà Ryszard Piec també fou futbolista.